# Прогресс (Тюменская область)
Прогре́сс — деревня в Ялуторовском районе Тюменской области России. Входит в состав Памятнинского сельского поселения.

## География
Деревня находится на расстоянии 5 км к западу от города Ялуторовск, административного центра района.

### Часовой пояс
Деревня Прогресс, как и вся Тюменская область, находится в часовой зоне МСК+2. Смещение применяемого времени относительно UTC составляет +5:00.

## Население
| 2010 | 2014 |
| ---- | ---- |
| 301  | ↗387 |

## Инфраструктура
- Областная больница № 19
- СПК «Садовод»[4]